# Olivier Bérenval
Olivier Bérenval, né le 28 juin 1969, est un romancier français de science-fiction.

## Œuvres
- (fr) Ianos - Singularité nue, 2015
- (fr) Nemrod, 2017
- (fr) Le Janissaire, 2020
- (fr) Je suis Vaisseau, 2024